# Aconitum paniculigerum
Aconitum paniculigerum är en ranunkelväxtart som beskrevs av Takenoshin Nakai. Aconitum paniculigerum ingår i släktet stormhattar, och familjen ranunkelväxter. Utöver nominatformen finns också underarten A. p. wulingense.